# Ceanothus diversifolius
Ceanothus diversifolius är en brakvedsväxtart som beskrevs av Albert Kellogg. Ceanothus diversifolius ingår i släktet Ceanothus och familjen brakvedsväxter. Inga underarter finns listade i Catalogue of Life.

## Bildgalleri

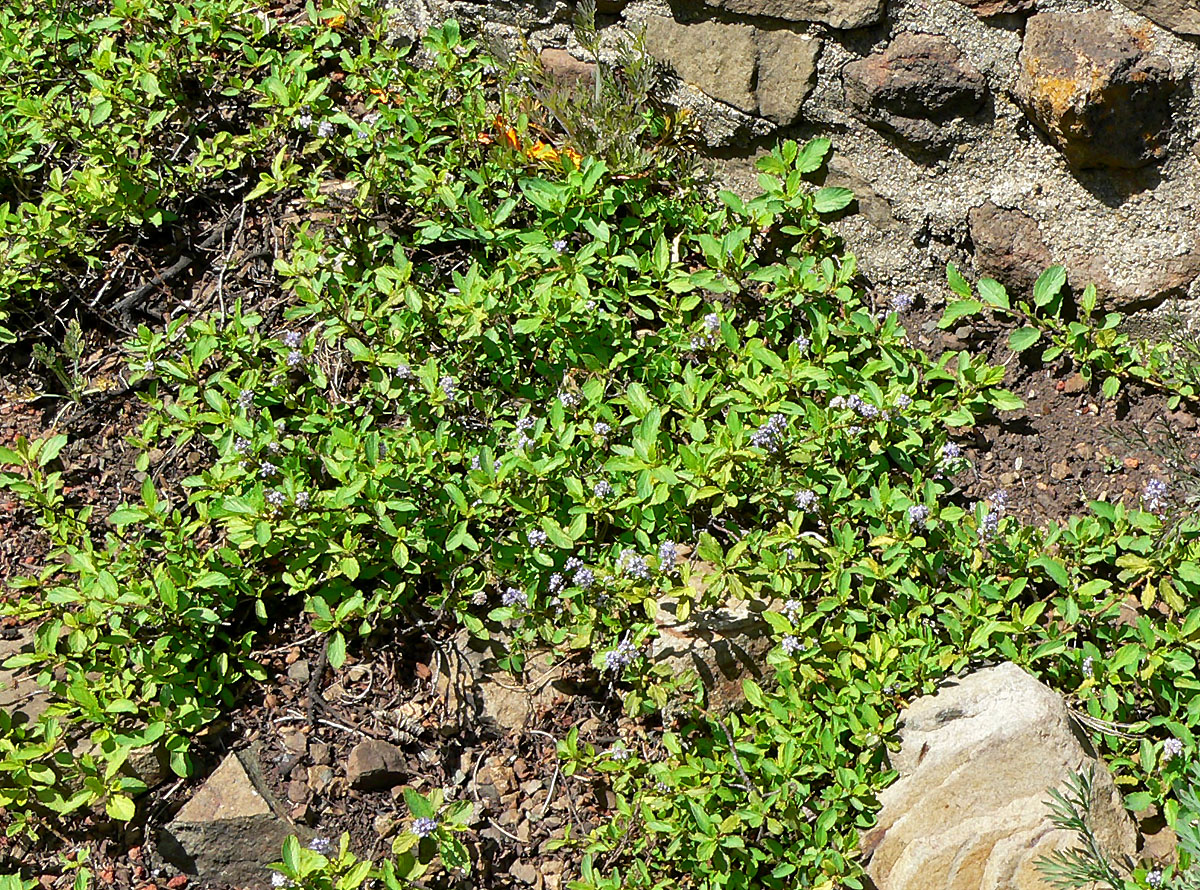
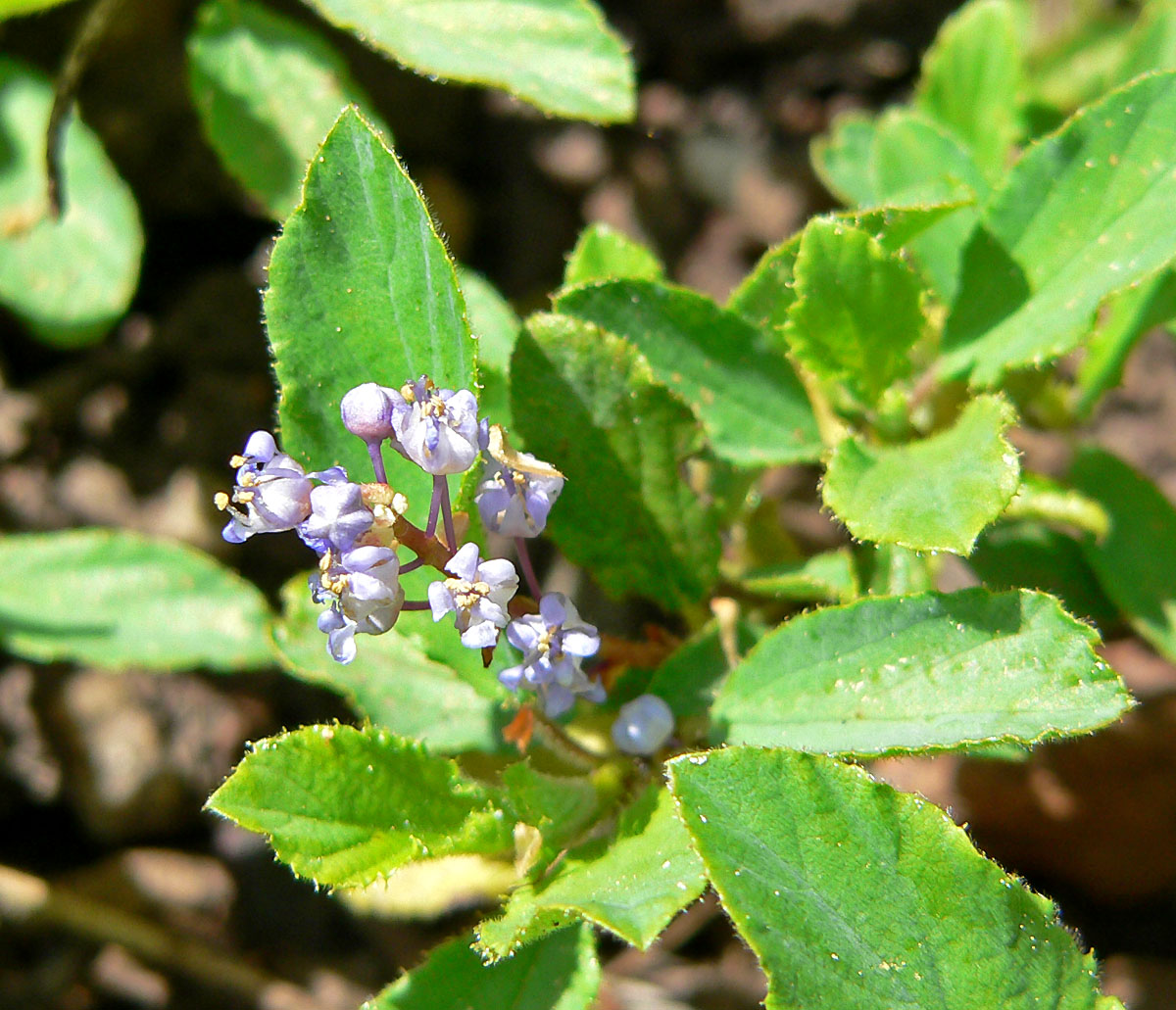
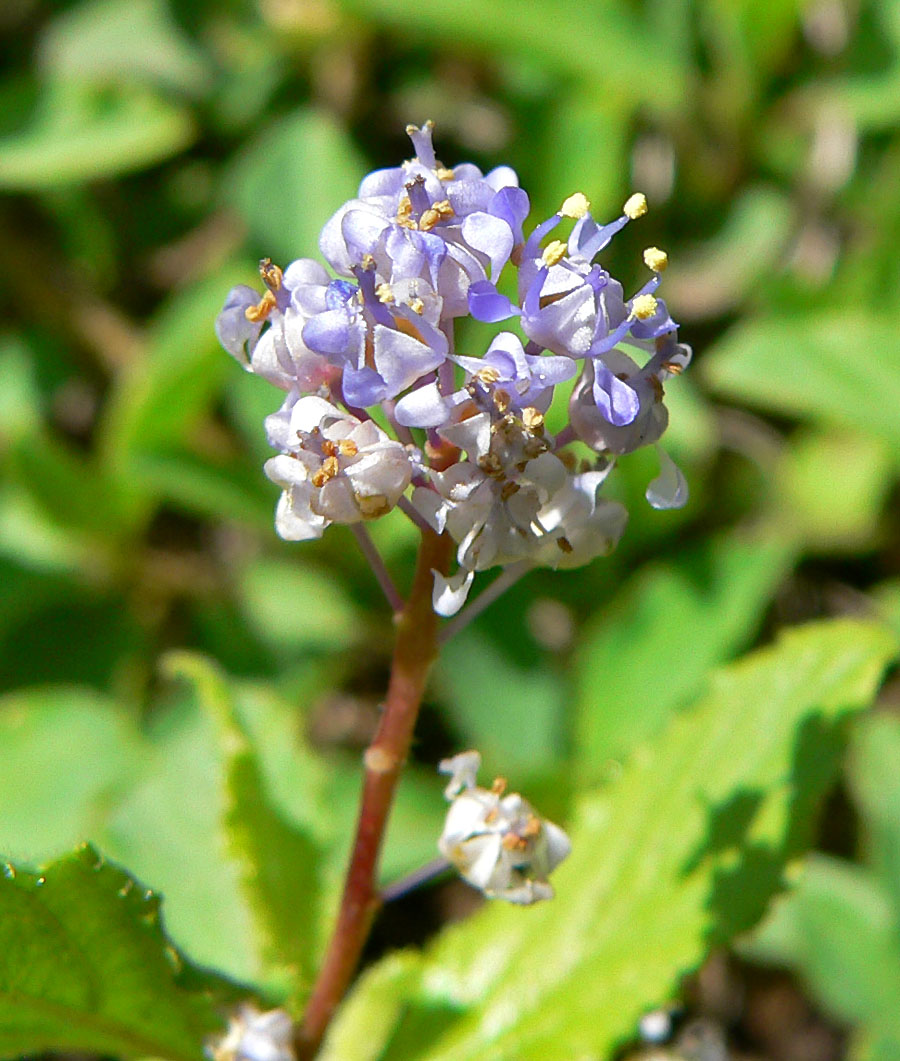